# Effectenbewaarbedrijf
Een effectenbewaarbedrijf is het onderdeel van een effectenbedrijf dat zich bezighoudt met het bewaren en administreren van effecten. 
Met het oog op de rechtspositie van de depothouder is in Nederland het bewaarbedrijf doorgaans ondergebracht in een aparte rechtspersoon. Dit moet voorkomen dat het effectendepot van de klant in een failliete boedel terechtkomt.